# Zoopilus echinatus
Zoopilus echinatus là một loài san hô trong họ Fungiidae. Loài này được Dana mô tả khoa học năm 1846.